# Старица (озеро, Стерлитамакский район)
Старица — озеро левобережной поймы реки Белой, в 3,5 км к северу от города Ишимбая. Находится в Наумовском сельсовете Стерлитамакского района, недалеко от границы с Ишимбайским районом. Вплотную окружает затопленный карьер Ишимбайский на юго-западе, западе и севере, сообщаясь с ним как минимум 1—2 протоками. Практически всю акваторию озера занимает, созданный для любительского и спортивного рыболовства, рыбопромысловый участок площадью 8,3 га. Ловится: окунь, уклея, густера, лещ, щука, плотва, ерш, красноперка, карась, язь, линь.
Водятся пресноводные медузы.
Ранее в километре от озера располагалось, ныне исчезнувшее, село Кашкара (Кошкара).